# Lote del Templo
El Lote del Templo es el nombre de un terreno obtenido por el Movimiento de los Santos de los Últimos Días y lugar histórico en el registro nacional estadounidense. Fue el primer sitio planeado para la construcción de un templo de la iglesia, el templo de Independence ubicado en la ciudad de Independence, Misuri. El terreno fue dedicado para tal propósito el 3 de agosto de 1831 por el fundador del movimiento, Joseph Smith, y comprada luego el 19 de diciembre de ese año por su colega Edward Partridge con la finalidad teológica de ser el centro de la Nueva Jerusalén o "Ciudad de Sión". Smith indicó que Independence sería el lugar de reunión de los fieles durante los últimos días.
Para la gran mayoría de las iglesias restauracionistas que reclaman como su base original las revelaciones de José Smith como profeta, el «lote del templo» como «lugar central» de Sion sigue siendo un principio fundamental. El área más prominente de los 2,5 acres (1 ha) del lote del templo es actualmente un campo abierto cubierto de hierba ocupado en su esquina noreste por unos pocos árboles y el edificio sede de la Iglesia de Cristo (Terreno del Templo), que no es considerado un templo en sí por los adherentes de esa secta. No existen otras estructuras, con la excepción de monumentos, marcadores y letreros, aunque existen numerosas estructuras importantes dentro de los 63,5 acres (25,7 ha) totales del lote. Estos incluyen la Plaza de la Paz de las Naciones Unidas, el Auditorio de la Comunidad de Cristo, el Depósito del Ferrocarril Truman, el Centro de Visitantes SUD, el Templo de la Comunidad de Cristo, un centro de estaca de La Iglesia de Jesucristo de los Santos de los Últimos Días, y el Árbol de la Paz de las Seis Naciones.

## Historia
La ciudad de Independence, Misuri, cogió importancia para el movimiento de los Santos de los Últimos Días a partir del otoño de 1830, pocos meses después de que la religión fuera incorporada al estado de Nueva York en abril de 1830. El fundador del movimiento, José Smith, había dicho que había recibido revelaciones que designaban a esta ciudad como «el lugar central; y el sitio para el templo se halla hacia el oeste, en un sola no lejos del juzgado».
Aunque Smith había designado el terreno del templo de Independence como el corazón de su nueva Ciudad de Sion, los religiosos fueron expulsados del condado de Jackson a fines de 1833 y más tarde de Misuri a principios de 1839 antes de que se pudiera construir el templo. La propiedad del terreno se convirtió en objeto de impugnaciones judiciales entre algunas sectas del movimiento de los Santos de los Últimos Días que surgieron de la crisis de sucesión que siguió al asesinato de Smith, sobre todo entre la Iglesia de Cristo (Temple Lot) y la Iglesia Reorganizada de Jesucristo de los Últimos Días. Día de los Santos (Iglesia RLDS). En 1891, la Iglesia RLDS, presidida por el hijo de Smith, José Smith III, demandó en el Tribunal de Distrito de los Estados Unidos para el Distrito Oeste de Misuri para tomar posesión de la propiedad. Ganó en un tribunal inferior, pero perdió en el Tribunal de Apelaciones de los Estados Unidos. La Corte Suprema de Estados Unidos se negó a revisar el caso. 

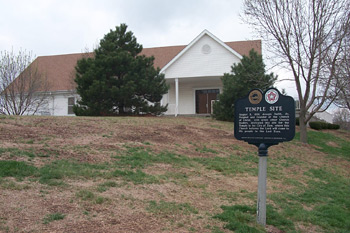
Edificio de la Iglesia de Cristo (Terreno del Templo), ubicado en un punto elevado del terreno del templo.

El terreno del templo es actualmente propiedad de la pequeña Iglesia de Cristo (Temple Lot), quienes adquirieron el terreno en 1867. Esta organización hizo un esfuerzo fallido en 1929 para construir un templo propio en la propiedad, que representa hasta la fecha el único intento de erigir tal estructura en ese espacio desde la época de José Smith. Actualmente este organismo tiene su sede en el sitio, que ha sido dañado en dos ocasiones por ataques incendiarios. La iglesia de Temple Lot ha insistido desde alrededor de 1976 (cuando se llevaron a cabo los intentos finales de conciliación por parte de la Iglesia RLDS) que no cooperará con otros grupos SUD o denominaciones cristianas en la construcción de un templo, ni venderá el terreno, independientemente de cualquier precio que posiblemente podría ofrecerse. Algunos miembros de otros grupos Santos de los Últimos Días han descrito a la iglesia de Temple Lot como 'ocupantes ilegales' en el lugar,  pero esa organización defiende firmemente su derecho a poseer la propiedad como su "custodio" físico y espiritual.
La Comunidad de Cristo (antes Iglesia RLDS), la segunda iglesia más grande dentro del movimiento moderno de los Santos de los Últimos Días, ahora posee la mayor parte de los 63 acres (25,5 ha) restantes alrededor del lote del templo, a menudo referido como el lote del templo propio. Esta tierra había sido comprada en la década de 1830 por el obispo de los Santos de los Últimos Días Edward Partridge para ser el área central común y sagrada según el Plat of Sion . Mantiene su sede mundial en esta área, abriendo su Auditorio al sur del lote del templo en 1958, mientras que en 1994 dedicó su Templo de Independence justo al este.
La Iglesia de Jesucristo de los Santos de los Últimos Días (Iglesia SUD) opera un centro de visitantes interpretativo a una cuadra al este y al sur del lote del templo. También mantiene un centro de estaca, un centro de servicios sociales SUD y la sede de la misión en su porción del lote del templo propiamente dicho.

### Selección del terreno

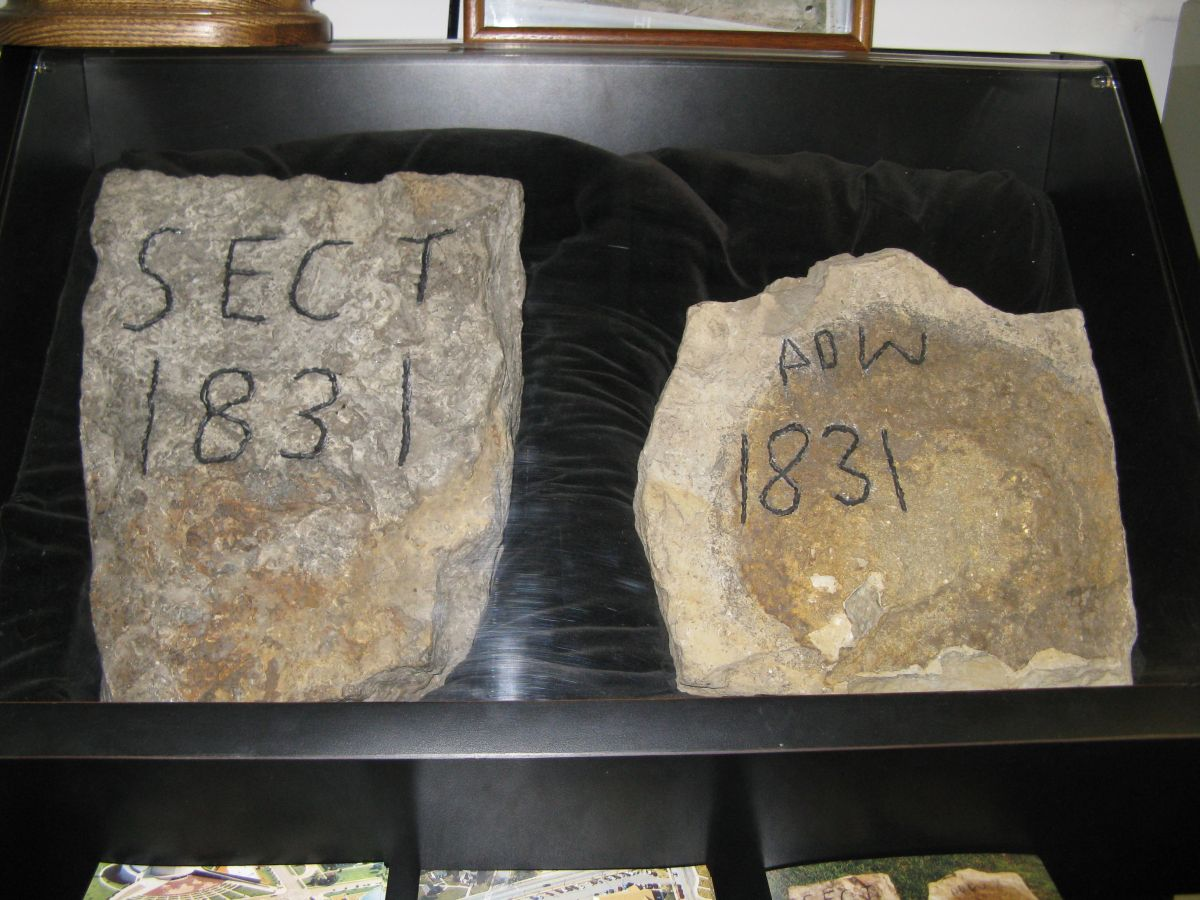
Piedra de la esquina sureste del templo y un "marcador testigo" para la piedra angular en la esquina noreste en exhibición en el museo Temple Lot. El marcador testigo tiene un "topógrafo 4" (numeral "4",al revés) para diferenciarlo del "9". La piedra explica que estaba ubicada a de la piedra angular.

En marzo de 1831, José Smith dijo que había recibido una epifanía que decía que se establecería una Nueva Jerusalén en los Estados Unidos. En junio de 1831, Smith dijo que tuvo una segunda revelación de que la Nueva Jerusalén se establecería en algún lugar de la frontera occidental de Misuri, "en las fronteras de los lamanitas", nombre dado por la iglesia a los indígenas de América. Independence está a 10 km Este de Kaw Point en la actual frontera entre Misuri y Kansas, que formaba la línea norte-sur al oeste de la cual todas las tribus debían ser removidas en la Ley de Remoción de Indios de 1830.
El 20 de julio de 1831, Smith presentó otra revelación acerca del tema, con detalles más precisos afirmando que Misuri era el lugar que Smith había designado y consagrado para el recogimiento de los fieles; por tanto, esta sería la Tierra Prometida y el lugar para la ciudad de Sion. Independence sería el lugar central y el lugar del templo está al oeste sobre un lote a poca distancia del palacio de justicia. Por tal motico sionista, Smith dio instrucciones de que se comprase el terreno hasta la línea de la frontera de Misuri y Kansas que corre directamente entre amerindios y los colonos estadounidenses. Además del templo, la iglesia planificaba construid tabernáculos y capillas para reuniones dominicales.: 203  La instrucción de Smith de adquirir todas las extensiones de tierra entre Independence y la frontera de Kansas provocaría la ira de los colonos originarios en todo el condado de Jackson, incluido lo que ahora es el centro de Kansas City.
El 2 de agosto de 1831, Sidney Rigdon declaró el terreno como lugar dedicado a Dios para ser el lugar del recogimiento de sus fieles. Al día siguiente Rigdon dedicó el terreno con una ceremonia que incluyó una oración y Smith, en presencia de Cowdery, Rigdon, Peter Whitmer Jr., Frederick G. Williams, William W Phelps, Martin Harris y Joseph Coe colocaron una piedra como la piedra angular noreste del anticipado templo. El 19 de diciembre de 1831, Edward Partidge compró 63 acres (254 952,2 m²), incluido el lote dedicado por Rigdon para el templo. Durante la compra, Smith aclaró que el templo se levantará en su generación, "...porque en verdad esta generación no pasará hasta que se edifique una casa al Señor y una nube descanse sobre ella". Debido a que nunca se ha construido ningún templo en este lugar, la predicción de Smith de que se construiría un templo en su generación ha suscitado un debate de la realidad profética del líder de la iglesia e intentos de racionalizar el significado de "generación" usado por Smith.: 201  La Iglesia adquirió 73 hectáreas adicionales en Independence y 486 hectáreas en las zonas circundantes del condado de Jackson.

## Diseño

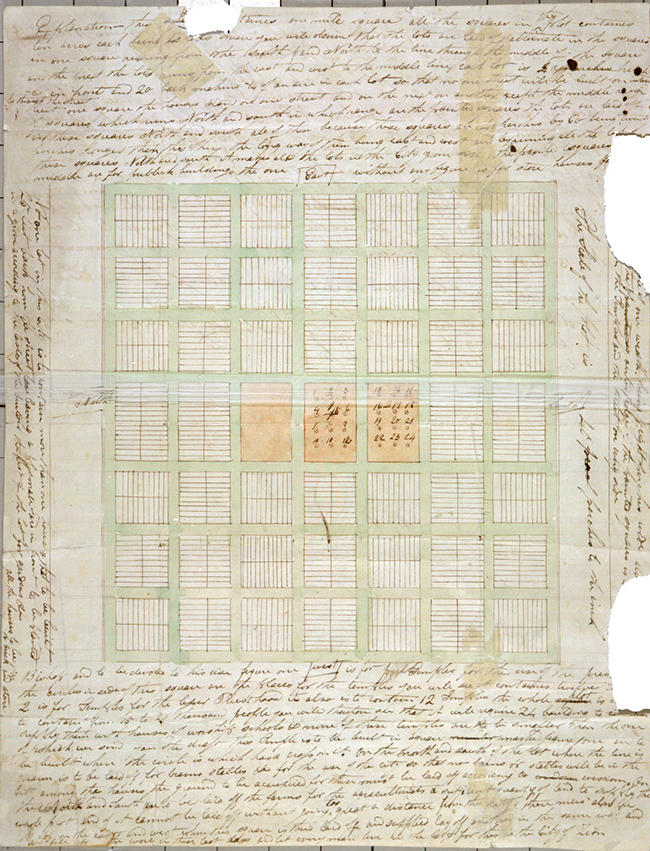
Plano de Sion que muestra el templo como la ubicación central de la comunidad. La mayoría de las ciudades con raíces Santos de los Últimos Días (incluidas Salt Lake City, Utah y Mesa, Arizona) debían seguir la parte de la cuadrícula de este diseño

En junio de 1833, Smith estableció el Plano de Sion, que describía cómo se estructuraría la comunidad. En el centro de la ciudad planificada estaría el templo diseñado con 24 salones: 12 para el sumo sacerdocio y 12 para el sacerdocio menor.: 203  El nombre específico del templo que planeaban construir en la localidad era "La Casa del Señor para la Presidencia", que tendría 87 pies (26,5 m) de largo y 61 pies (18,6 m) de ancho, con 10 pies (3 m) separados del extremo este para ubicar la escalera y la sala del atrio interior. Un total de 78 pies (23,8 m) por 61 pies (18,6 m) estaría para el salón para los asientos con dos pasillos de 4 pies (1,2 m) de ancho cada uno. El bloque central donde se ubicarían las bancas mediría aproximadamente 12 pies (3,7 m) de largo por 3 pies (0,9 m) de ancho cada uno. Se planificó pintar dos líneas trazadas en el medio separadas por 102 mm en cuyo espacio se colocaría una cortina en ángulo recto para dividir la estructura en cuatro partes de ser necesario. Las bancas de las alas laterales miden 14 pies (4,3 m) de largo y tres pies de ancho. Las cinco bancas en cada esquina del edificio miden 12,5 pies (3,8 m)  de largo. Los espacios abiertos entre las bancas de las esquinas y las laterales son para chimeneas; las del oeste tienen 9 pies (2,7 m) de ancho, y las del este tienen 8 pies (2,4 m)  y 203 milímetros (20,3 cm) de ancho, y las chimeneas se encuentran en la pared donde están marcadas con un lápiz. El edificio sería de 14 pies (4,3 m) de altura entre los pisos. No habrá galería sino cámara; cada piso debe tener 14 pies (4,3 m) de altura, arqueado en lo alto con un arco elíptico. Que los cimientos de la casa sean de piedra; que se eleve lo suficientemente alto como para permitir una inclinación tan alta como para admitir un descenso en todos los sentidos de la casa, hasta el punto de dividir la distancia entre esta casa y la de al lado. En la parte superior del cimiento, sobre el terraplén, dos filas de piedra labrada, y luego comience el trabajo de ladrillo en la piedra labrada. La altura total de la casa debe ser de 28 pies (8,5 m), cada piso de 14 pies (4,3 m). Haga que la pared tenga el grosor suficiente para soportar un edificio de ese tamaño. La vista final representa cinco ventanas del mismo tamaño que las laterales, excepto la ventana del medio, que será la misma, con la adición de luces laterales. Esta ventana del medio está diseñada para iluminar las estancias tanto de arriba como de abajo, ya que el piso superior se va a dejar al igual que el inferior, y en forma de arco; con la misma disposición de cortinas o velos, como se mencionó anteriormente. Las puertas tendrán 5 pies (1,5 m) de ancho y 9 pies (2,7 m) de alto, y estarán en el extremo oriental de la casa. El extremo oeste no debe tener puertas, pero en otros aspectos debe ser como el este, excepto que las ventanas deben estar frente a los callejones que corren de este a oeste. El techo de la casa debe tener un cuarto de pendiente, la puerta debe tener el techo gótico, al igual que las ventanas. Las tejas del techo se pintarán antes de colocarlas. Habrá una lumbrera, como ve. Las ventanas y puertas deben tener persianas venecianas. Habrá un campanario en el extremo este y una campana de gran tamaño.

### Desalojo del condado de Jackson
En julio de 1833, el líder mormón WW Phelps publicó una copia de una ley de Misuri que establecía los requisitos para que los negros libres vinieran a Misuri en The Evening and the Morning Star , un destacado periódico mormón. Los Santos de los Últimos Días habían estado en medio de una fricción considerable con sus vecinos en el condado de Jackson antes de este evento, pero la publicación de Phelps resultó ser la gota final para muchos no mormones de la zona, especialmente los propietarios de esclavos. Enfurecidos porque los mormones aparentemente estaban empeñados en ofrecer a los ciudadanos de raza negra que tendrían una alternativa a la esclavitud en Misuri, quemaron la fábrica de periódicos y alquitronaron y emplumaron al obispo Edward Partridge y al élder de la iglesia Charles Allen. El proceso puesto en marcha por este evento terminaría con el desalojo de los Santos de los Últimos Días de Independence y el área circundante del condado de Jackson ese mismo año.
Los Santos de los Últimos Días se mudaron al otro lado del río Misuri hasta el condado de Clay, donde contrataron a David Rice Atchison como su abogado para resolver las reclamaciones sobre sus bienes raíces en el condado de Jackson. Los fieles se mudarían nuevamente al condado de Caldwell, con su asiento de condado en Far West, antes de ser expulsados por completo de Misuri en la Guerra Mormona de 1838. En marzo de 1839, Smith, cuya rendición a la milicia estatal en Far West puso fin al conflicto, les dijo a sus seguidores que "vendieran todas las tierras del condado de Jackson y todas las demás tierras del estado". El lote del templo se vendió a Martin Harris, pero Harris no registró la transacción.

### Importancia religiosa
Muchos de los primeros adherentes creían que el Jardín del Edén se encontraba ubicado en esa región, incluidos prominentes seguidores de Smith tales como Brigham Young y Heber C. Kimball, quienes dijeron que Smith así les había informado.
Sin embargo, dado que Smith nunca emitió una declaración oficial en el sentido de que Independence y el lote del templo eran el sitio del Jardín del Edén, la mayoría de sus seguidores no aceptan formalmente esta afirmación como doctrina teológica. Si bien Smith luego emitió una revelación indicando un lugar llamado Adam-ondi-Ahman (cincuenta millas al norte de Independence) como el lugar al que Adán y Eva fueron después de ser expulsados del Jardín, nunca confirmó o negó oficialmente la idea de que Independence había sido la ubicación del propio Edén.

### Leyenda del antiguo montón de rocas indias
Una leyenda que prevalece entre los miembros de la Iglesia de Cristo (Temple Lot) es que una antigua convocatoria de nativos americanos tuvo lugar en el sitio final del Temple Lot, y representantes de diferentes tribus dejaron una piedra en una pila. Una descripción de esta leyenda se publicó en 2015 en dos entregas de la publicación de la iglesia Zion's Advocate.

## Era post-Smith

### Intento de asesinato de Lilburn Boggs

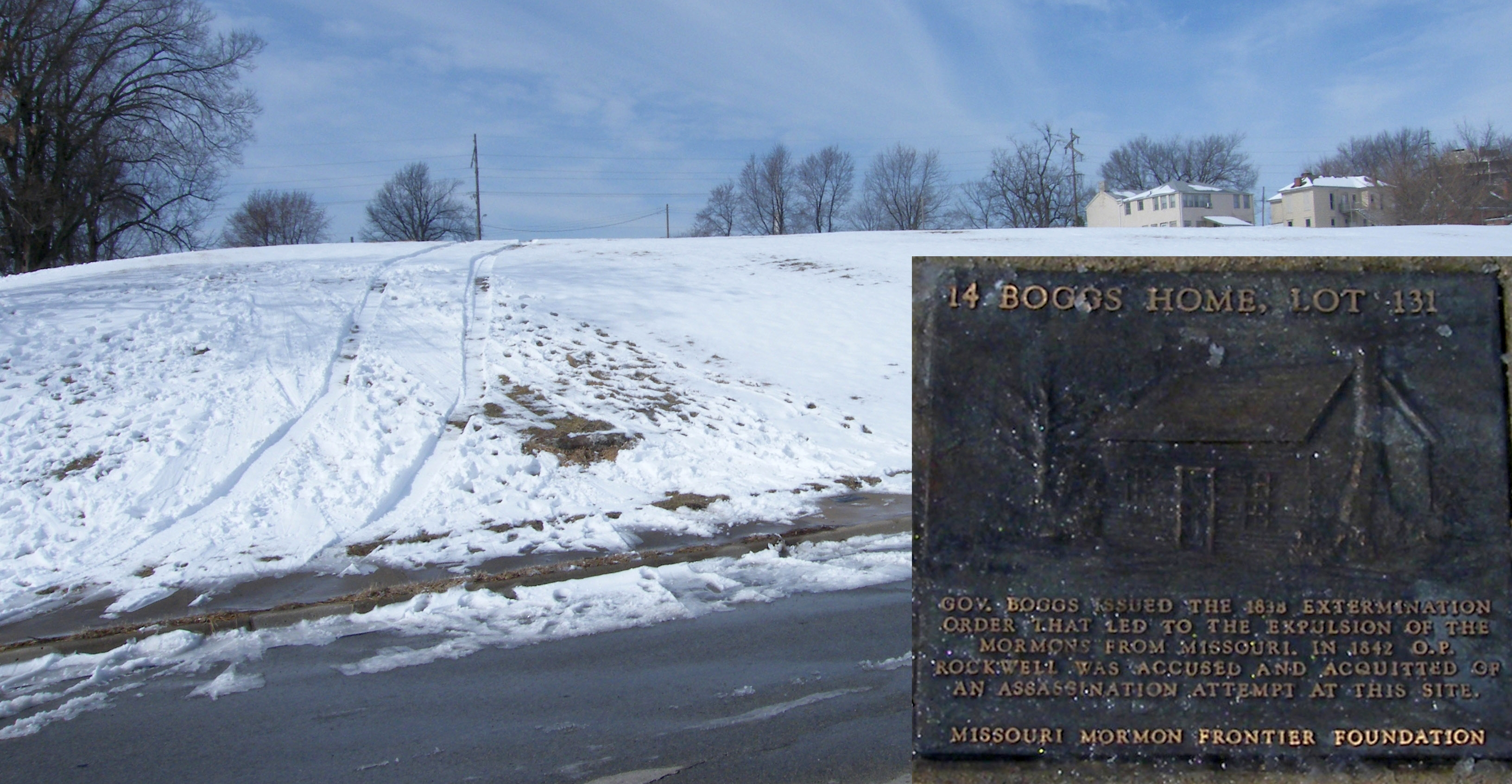
Sitio de la casa de Boggs en el Mormon Walking Tour con una ampliación del marcador. El marcador está en un área despejada de la acera a la izquierda de la explosión. El campanario del Templo de la Independencia es visible a través de los árboles en la cima de la colina.

Lilburn Boggs, gobernador de Misuri durante la Guerra Mormona, vivió en Independence antes de ese conflicto. Boggs era ampliamente percibido como un vehemente "anti-mormón", habiendo emitido su " orden de exterminio " en el otoño de 1838, y los Santos de los Últimos Días lo culparon de muchas de las dificultades y dolores que se habían visto obligados a soportar. Después de la guerra, y después de dejar el cargo, Boggs se instaló en una casa ubicada a tres cuadras al este del terreno del templo. En la noche del 6 de mayo de 1842, mientras estaba sentado en su casa, un asaltante desconocido le disparó en la cabeza. Aunque gravemente herido, Boggs sobrevivió. Se sospechaba que hubiera sido uno de los mormones vengando su exilio, y el asociado de Smith, Porter Rockwell, fue arrestado por el crimen, pero nunca hubo condenas en el caso.

### Adquisición por los Hedriquitas

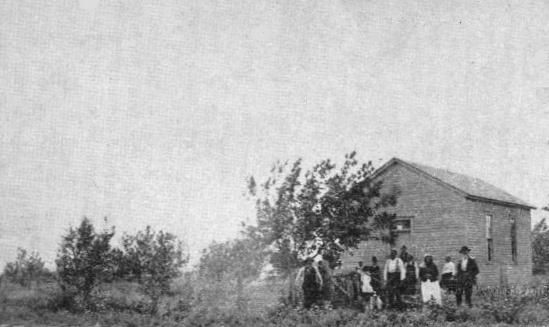
Primer centro de reuniones Hedrickite en el lote del templo

José Smith fue asesinado en Carthage, Illinois, en junio de 1844. El 6 de abril de 1845, el apóstol Brigham Young expresó el deseo de reafirmar el control de la iglesia sobre el terreno del templo: "Y cuando lleguemos al condado de Jackson para caminar en los patios de esa casa, podemos decir que construimos este templo: porque como el Señor vive, que construiremos en el condado de Jackson en esta generación ". Sin embargo, no pudo actuar de acuerdo con este deseo en ese momento, ya que él y la mayoría de los Pioneros mormones estaban en el proceso de emigrar al Territorio de Utah, y seguían sin estar seguros de las actitudes de los residentes del condado de Jackson hacia la posibilidad de sedimentar la religión por medio de un templo en su área. El 26 de abril de 1848, Young, Heber C. Kimball, Orson Pratt y Wilford Woodruff debatieron en Winter Quarters, Nebraska, sobre qué debía la iglesia hacer con respecto a su reclamo sobre la propiedad previo a su viaje al Viejo Oeste. Su decisión fue aceptar una oferta de reclamo de renuncia de $300 en el título de propiedad.
En 1847, la ciudad de Independence se incorporó formalmente, y el lote del templo recibió la designación legal de los lotes 15 al 22 en la "Adición Woodson y Maxwell". Mientras que el cuerpo principal de Santos de los Últimos Días acompañó a Brigham Young al Valle del Gran Lago Salado, otros grupos que permanecían en Illinois alegaban que debían regresar a Independence para construir el templo. El primero de estos grupos en trasladarse al área fue la Iglesia de Cristo (Temple Lot), también llamada "Hedriquitas", que celebró su primera reunión de adoración en Independence el 3 de marzo de 1867. Esta fue la primera vez que alguna rama de los Santos de los Últimos Días se congregaran en Independence desde el 7 de noviembre de 1833, cuando fueron expulsados del área a punta de pistola. Al no poder adquirir todo el lote del templo mayor debido a la falta de fondos, esta organización logró comprar el lote del templo en sí, erigiendo su primera casa de culto en él en 1882.
El 9 de junio de 1887, la Iglesia RLDS reclamó la totalidad de 63 acres (254 952,2 m²) del lote del templo, incluida la parte comprada en 1867 por la Iglesia de Cristo (lote del templo), después de adquirir el título de propiedad de los herederos de Oliver Cowdery. La única parte impugnada de la compra fue el lote del templo en sí. En 1891, la Iglesia RLDS demandó a la iglesia de Temple Lot por el título de la tierra, ganando en el juicio en marzo de 1894, pero perdiendo en la apelación en un tribunal federal de apelaciones.

### Intentos de construir un templo
El 4 de febrero de 1927, Otto Fetting, un apóstol de la Iglesia de Cristo (Temple Lot), afirmó que Juan el Bautista lo había visitado en su casa como un ángel e instó a construir un templo en mismo lugar señalado por Smith. La epifanía de Fetting fue respaldado oficialmente por el quórum principal de su iglesia y por la mayoría de los laicos, y el terreno se abrió el 6 de abril de 1929, con instrucciones de que el templo se terminaría en siete años. La estructura propuesta debía ser de 180 pies (54,9 m) de longitud 90 pies (27,4 m) de ancho. Después de marcar una parte del suelo, un ángel supuestamente apareció y dijo que el edificio que has estacado está a diez pies demasiado al este, y si mueves las estacas, se colocará sobre el lugar que ha sido señalado por el dedo de Dios. Las excavaciones revelaron las piedras originalmente enterradas por José Smith, de acuerdo con los marcadores de la encuesta. Estas dos piedras se encuentran actualmente en el edificio de la sede del lote del templo, mientras que su posición original está marcada por otras dos piedras grabadas incrustadas visiblemente en el lote.: 198  Las esquinas exteriores del templo están marcadas actualmente por piedras similares.
Más tarde ese año se produjo una disputa doctrinal dentro de la organización Temple Lot sobre el bautismo, y Fetting fue censurado por mayoría de votos de sus compañeros apóstoles en una conferencia de la iglesia en octubre de 1929. Fetting dejó la iglesia de Temple Lot en este momento, llevándose consigo a muchos miembros que finalmente fundaron la Iglesia de Cristo (Fettingite) y la Iglesia de Cristo con el Mensaje de Elías . Aunque la iglesia de Temple Lot solicitó donaciones para el templo propuesto de individuos e incluso de otras organizaciones Santos de los Últimos Días, recibió poco dinero (ninguno de las otras organizaciones), y la construcción nunca progresó más allá de la excavación para los cimientos de la estructura. Este desagradable agujero fue llenado por la ciudad de Independence en 1946, después de que la iglesia de Temple Lot finalmente abandonó todos los esfuerzos en el proyecto. La iglesia de Temple Lot cambió el paisaje del área, que actualmente comprende un campo de hierba, con algunos árboles y el edificio de la sede de Temple Lot en su extremo noreste. No se han anunciado más planes para la construcción de un templo en el sitio.

### Primer incidente de incendio provocado
El primer centro de reuniones construido en el lote del templo fue el hogar de Edward Partridge, que sirvió como escuela, centro de reuniones dominical y centro de conferencias. Fue incendiado junto con unas "200 casas" pertenecientes a los Santos de los Últimos Días el 5 de noviembre de 1833.

### Segundo incidente de incendio provocado

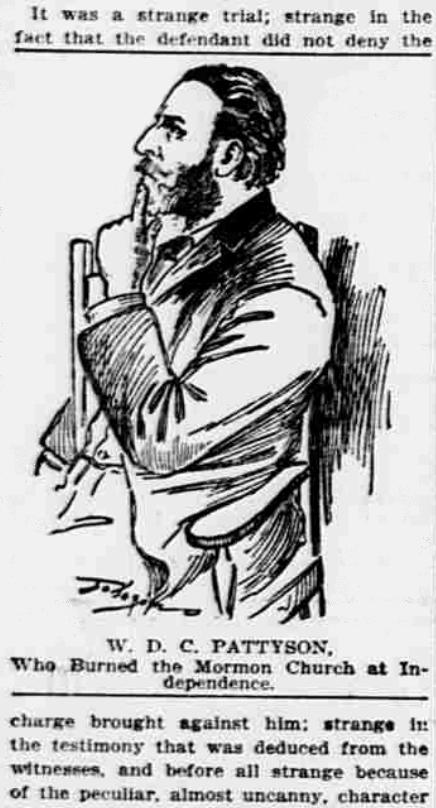
William DC Pattyson, miembro del RLDS y Hedriquita, en su juicio en noviembre de 1898. Retrato de la sala de audiencias publicado en el periódico Kansas City Missouri el 1 de diciembre de 1898.

En julio de 1898, William David Creighton "WDC" Pattyson, de 46 años, al parecer un miembro 'suspendido' de la Iglesia RLDS de Boston, Massachusetts, fue arrestado y detenido brevemente después de intentar quitar una cerca colocada alrededor del Templo Lote. Pattyson había sido bautizado en la secta Hedriquita en mayo de 1898. Según sus detractores de la secta Temple Lot, Pattyson exigió que los funcionarios de la iglesia le cedieran la propiedad, alegando que él era el "Poderoso y Fuerte". Fue detenido por la policía, pero luego puesto en libertad unos días después. A primeras horas del lunes 5 de septiembre de 1898, dañó el pequeño edificio sede de su iglesia al incendiarlo, luego caminó hasta la estación de policía y donde se entregó a la ley. Después de que testificó en comparecencias ante el tribunal a fines de noviembre y principios de diciembre de 1898, el New York Times afirmó que Pattyson fue declarado "culpable pero loco"  y fue sentenciado a confinamiento en una institución mental en la ciudad de St. Joseph. Sin embargo, según informes de noticias locales y las propias explicaciones de Pattyson sobre su liberación, fue declarado "no culpable por razón de locura" y enviado a la institución mental porque el juez en funciones sintió que Pattyson no merecía un encarcelamiento criminal.[cita requerida]

### Tercer incidente de incendio provocado
Un hombre descrito como un exmiembro de la misma iglesia prendió fuego al centro de reuniones de Temple Lot que había sido construido en 1905 para reemplazar una estructura anterior, también dañada por fuego, alegando que era una protesta política. El 1 de enero de 1990, dañando la parte superior piso. El resto del edificio fue demolido y se construyó uno nuevo. Esta estructura sirve como sede de la iglesia, sitio de conferencias, museo y centro de reuniones para la congregación local de Temple Lot.

## Museo
Un pequeño museo operado por la iglesia Temple Lot está ubicado en el piso inferior del edificio de la sede de la iglesia. El museo contiene algunas de las piedras originales que colocó José Smith para marcar las esquinas de su templo, y también ofrece a la venta libros y literatura de la iglesia.